# دون نيكولاس
دون نيكولاس (بالإنجليزية: Don Nicholas)‏ هو لاعب كرة قاعدة أمريكي، ولد في 30 أكتوبر 1930 في فينيكس في الولايات المتحدة، وتوفي في 23 أكتوبر 2007 في غاردين غروفي في الولايات المتحدة.

## وصلات خارجية
- دون نيكولاس على موقعبيزبول رفرنس.كوم (الدوري الرئيسي) (الإنجليزية)
- دون نيكولاس على موقعبيزبول رفرنس.كوم (الدوري الثانوي) (الإنجليزية)